# Q (фільм)
«Q» або «Q: Крилатий змій» (англ. Q: The Winged Serpent) — американський фільм жахів 1982 року написаний, спродюсований і знятий Ларрі Коеном. У ролях Майкл Моріарті, Кенді Кларк, Девід Керрадін і Річард Раундтрі.

## Синопсис
Детективи поліції Шепард і Павелл розслідують дивну справу, пов'язану з ацтеками та ритуальними вбивствами. Тим часом величезний монстр нападає на жителів Нью-Йорка, і лише дрібний шахрай Джиммі Квінн знає, де його лігво.

## У ролях
| Актор           | Роль                   |
| --------------- | ---------------------- |
| Майкл Моріарті  | Джиммі Квінн           |
| Кенді Кларк     | Джоан                  |
| Девід Керрадін  | детектив Шепард        |
| Річард Раундтрі | сержант Павелл         |
| Джеймс Діксон   | лейтенант Мюррей       |
| Мелакі МакКурт  | комісар Нік Макконнелл |

## Виробництво
Фільм був знятий у будівлі Chrysler Building та його околицях, основною локацією використовується інтер'єр верхівки вежі. Хоча власники спочатку відмовлялися надати будівлю для знімання фільму, зрештою вони погодилися після того, як їм запропонували гонорар у розмірі $18 000. Загальний бюджет виробництва склав понад 1,1 мільйона доларів. Спецефекти для літаючого змія у фільмі були створені за допомогою стоп-моушн анімації Рендалла Вільяма Кука та Девіда Аллена.
За словами Ларрі Коена, персонаж Майкла Моріарті за сценарієм не був піаністом-невдахою, але коли Коен дізнався, що Моріарті пише і грає музику, він використав це: «Я написав додаткову сцену, де він проходить прослуховування і не отримує роботу. Після цього ми просто продовжували будувати на цьому».

## Випуск
Фільм вийшов в обмежений прокат у Сполучених Штатах 8 жовтня 1982 року та зібрав приблизно 255 000 доларів у прокаті.
Фільм вийшов на DVD 2003 року. Scream Factory випустила фільм на Blu-ray 27 серпня 2013 року.

## Дивіться також
- Родан
- Гігантський кіготь

## Зовнішні посилання
- Q на сайті IMDb (англ.)
- Q на сайті AllMovie (англ.)
- Q на сайті Rotten Tomatoes (англ.)